# Selección femenina de rugby de Nueva Zelanda
La selección femenina de rugby de Nueva Zelanda es el equipo nacional que representa la New Zealand Rugby (NZR). 
Participa cada cuatro años en la Copa Mundial Femenina de Rugby y anualmente en la Pacific Four Series.

## Síntesis
La selección jugó su primer partido en 1990 frente a su similar de Holanda por un cuadrangular amistoso en el que se coronó campeón. En 1991 participó de una Copa Mundial en Gales (en ese entonces no reconocida por IRB) llegando a la semifinal y perdiéndola frente a Estados Unidos. No jugó la segunda edición de ese torneo por el costo de los traslados. En la tercera edición de la copa que se jugó en Holanda en 1998, (ya organizada por la IRB), las Black Ferns ganaron en forma invicta, al igual que los tres mundiales siguientes, alcanzando el récord del equipo con más títulos.
Desde 1994 se enfrenta a Australia en un trofeo de rivalidad llamado Laurie O'Reilly Cup.
Desde 2021 se incorporó en la Pacific Four Series, aunque a consecuencia de la pandemia de COVID-19 comenzó a participar en la edición 2022, enfrentando a los seleccionados de Australia, Canadá y Estados Unidos.

## Palmarés
- Copa Mundial (6): 1998, 2002, 2006, 2010, 2017, 2021[4][5]

- Pacific Four Series (3): 2022, 2023, 2025

- Super Series (2): 2015, 2019

- Churchill Cup (1): 2004

- Canada Cup (3): 1996, 2000, 2005

- Laurie O'Reilly Cup (16): 1994, 1995, 1996, 1997, 1998, 2007, 2008, 2014, 2016, 2017, 2018, 2019, 2022, 2023, 2024, 2025

## Participación en copas
| - Gales 1991: 3º puesto (compartido) - Escocia 1994: no participó - Países Bajos 1998: Campeón invicto - España 2002: Campeón invicto - Canadá 2006: Campeón invicto - Inglaterra 2010: Campeón invicto - Francia 2014: 5º puesto - Irlanda 2017: Campeón invicto - Nueva Zelanda 2021: Campeón invicto (anfitrión) - Inglaterra 2025: clasificado - WXV 1 2023: 4º puesto - WXV 1 2024: 4º puesto - Pacific Four Series 2021: no participó - Pacific Four Series 2022: Campeón invicto - Pacific Four Series 2023: Campeón invicto - Pacific Four Series 2024: 2° puesto - Pacific Four Series 2025: Campeón invicto | - Canada Cup 1993: no participó - Canada Cup 1996: Campeón invicto - Canada Cup 2000: Campeón invicto - Churchill Cup 2003: no participó - Churchill Cup 2004: Campeón invicto - Canada Cup 2005: Campeón invicto - International Series 2017: 2º puesto - Super Series 2019: Campeón |